# 平間邦修
平間 邦修（ひらま くにおさ、1986年4月1日-）は、日本の構成作家、脚本家、ディレクター。

## 略歴
- 東京都杉並区出身。
- 2001年杉並区立松溪中学校卒業。

- 2004年日本大学櫻丘高等学校卒業。
- 2005年日本大学経商法落語研究会でお笑いトリオ「エンドルフィン」を結成。

- 2006年浅井企画に所属。

- 2008年日本大学経済学部卒業。

- 2012年構成作家としての活動を始める。

## 人物・エピソード
- 大学生の頃に爆笑問題カーボーイ、田村淳のオールナイトニッポンでメール職人をしていた。
- 日本大学経商法落語研究会の先輩にや団、がっつきたいかがいる。またハナイチゴのコンプライアンス小松崎は落研時代の同期。

- Mr.Childrenが好きで、イントロ1秒で全曲当てられるという特技を持つ。
- トリオ解散に伴い浅井企画を離れた後、福島県のお笑い団体みちのくボンガーズ（現ふくしまボンガーズ）に拠点を移そうとするも、半年でホームシックになり東京に戻る。
- 作家に転身後は芸人時代の経験を活かし、構成と演出に加えてMCをやることもある。
- みならいディーバ、キズナアイをきっかけにVTuberやVR周りの構成・現場ディレクションの仕事も数多くこなす。

## 構成・脚本・演出

### テレビ
- めざましテレビ（フジテレビ）構成
- TOKYOプレゼンナイト（フジテレビ）構成
- てさぐれ!部活もの すぴんおふ（日本テレビ）構成・脚本・監督代行
- ひもてはうす（TOKYO MX）構成・脚本
- みならいディーバ（※生アニメ）（TOKYO MX）構成・脚本
- 魔法少女?なりあ☆がーるず（TOKYO MX）構成・脚本
- キュートランスフォーマー 帰ってきたコンボイの謎（TOKYO MX）構成協力
- キュートランスフォーマー さらなる人気者への道（TOKYO MX）構成協力
- 生誕20周年記念 ビーストウォーズ復活祭への道（TOKYO MX）構成協力
- 喰らえ!Vナナ飯店（BSテレビ東京）構成
- 内田真礼『FLASH FLASH FLASH』生視聴会＋㊙︎作戦会議（アニマックス）構成・演出
- 日本コスプレ化計画（スカパー！）構成
- 恋するキッチン美男美食SP（NOTTV）構成・ドラマ脚本

### WEB
- 劇場版モンスト『ルシファー絶望の夜明け』オンライン試写会（YouTube）構成・演出
- U-15クラブユース東西オールスター戦『メニコンカップ2020』特別番組（スポーツブル）構成
- PIZZA-LA めちゃもふぐっと ピザーラお届け！！ぬいぐるみ プロモーション動画（YouTube）脚本
- プロ野球#LIVE2022presents ドラフト会議バトル（YouTube）構成・演出補
- 知らない人でも楽しめる!世界体操2021〜応援実況生配信〜（YouTube）構成・演出
- キズナアイA.I.Channel＜初期＞（YouTube）構成・演出
- MIZUNO公式VTuber deporuters（YouTube）構成・演出
- びわこボート『エデン組のにげさしまくり!』（YouTube）構成・演出
- びわこボート 『ボレバト!』（YouTube）構成・演出
- VRバラエティ番組『Vaんぐみ』（YouTube）構成・演出・MC
- 琴吹ゆめチャンネル＜初期＞（YouTube）構成・演出
- アニメ3D彼女 伊東悠人『ゆうとの部屋 Yuto's Room』（YouTube）構成・演出
- バララとカレン（YouTube）構成・演出
- VARTファン感謝祭2021活動報告会（LINE LIVE）構成・演出
- モンチッチ40周年PR動画『はんそくモンチッチーズ』（YouTube）構成・脚本
- 東急ハンズバレンタイン企画『とう"キュン♡"ハンズ』（YouTube）構成・脚本
- わくわく!VTuberひろば すぺしゃる♪（YouTube）構成・演出
- あすかりんのこぜにかせぎ（ニコ生）構成・演出
- なりあ☆がーるずの生でラジオも作るさま（ニコ生）構成・演出
- わたしのごほうび弁当（YouTube）構成
- ネクスタ! -Next Star Live!-!（V-TIPS）構成

### イベント
- 劇場版モンスト『ルシファー絶望の夜明け』完成披露試写会（構成・演出）
- 千葉ジェッツふなばし2022-23新シーズン決起会（構成・演出）
- トランスフォーマー30周年記念イベント（構成）
- キュートランスフォーマーDVD&Blu-ray発売記念イベント（構成）
- てさぐれ!部活もの『てさぐれ!催しもの』（構成）
- てさぐれ!旅もの発売記念イベント（構成）
- 『レヱル・ロマネスク』オンライン試写会（構成）
- ひもてはうす『製作状況発表トークショー』（構成・ＭＣ）
- ひもてはうす『製作状況発表トークショーVol.2』（構成・ＭＣ）
- 井上苑子ファンクラブイベント『sonokoʼscafé』（構成・演出・ＭＣ）
- 井上苑子ワンマンライブ野外ステージ『たのしみな祭・わらいな祭』（構成・演出・ＭＣ）
- 『超スタダヒーローズ2024〜西葛西の陣〜』（構成・演出）
- 『石川雷蔵二十祭』（構成・演出）
- 夢みるアドレセンス定期公演『夢見ル君想フ』（構成・演出補）
- 荻野可鈴の『おしゃべりはいすくーる。』（構成・演出補）
- あすかりんのこぜにかせぎリサイタル（構成）
- あすかりんのこぜにかせぎバスツアー（構成）
- なりあ☆がーるずの生で打ち上げもしちゃうさま』（構成）
- なりあ☆がーるずの生で有終の美を飾るさま（構成）
- 宮原華音バースデーイベント『20→21♡』（構成・演出）
- 柚子花VRワンマンライブ〜柚子花舞踏会〜（構成・演出）
- Vアニ 湊あくあ『明日へのメロディ』（演出）
- KaleidoKnightワンマンライブ『KaleidoNight』企画コーナー（構成・演出・ＭＣ）
- KaleidoKnightファンイベント『生ファミ会』（構成・演出・ＭＣ）
- D-BOYS 10years プレミアムD-live『10thどこ』（脚本助手）
- 自主企画『エンタメごちゃまぜ大集合!イロドリフェス』（構成・演出・ＭＣ）

### CM・MV
- ファッションセンターしまむら（構成）
- ウエディングパーク（構成）
- リネージュ2レボリューション（構成）
- 白猫テニス（構成）
- WarRobots（構成）
- 川嶋あい『MemorialSeasons』（脚本）
- 井上緑『たからもの』（脚本）

## 出演
- BSブランチ（BS-TBS）
- すずき（テレビ神奈川）
- 浅井企画定期ライブ『お笑いダイナマイトショー』
- プロダクション人力舎定期ライブ『バカ爆走』
- ラ・ママ新人コント大会
- マセキ芸能社定期ライブ『オリーブゴールド』